# Беляви (Вомбжезький повіт)
Беляви (пол. Bielawy) — село в Польщі, у гміні Плужниця Вомбжезького повіту Куявсько-Поморського воєводства.
Населення — 79 осіб (2011).
У 1975-1998 роках село належало до Торунського воєводства.

## Демографія
Демографічна структура станом на 31 березня 2011 року:
|          | Загалом | Допрацездатний вік | Працездатний вік | Постпрацездатний вік |
| -------- | ------- | ------------------ | ---------------- | -------------------- |
| Чоловіки | 40      | 7                  | 28               | 5                    |
| Жінки    | 39      | 5                  | 25               | 9                    |
| Разом    | 79      | 12                 | 53               | 14                   |